# Spree (película)
Spree es una película de sátira estadounidense de 2020 dirigida por Eugene Kotlyarenko. La sátira de estilo gonzo sigue a un obsesionado con las redes sociales interpretado por Joe Keery quien, en un intento por volverse viral, se graba en vivo asesinando pasajeros. La película también está protagonizada por Sasheer Zamata, David Arquette, Kyle Mooney y Mischa Barton. Fue producido por Drake.
Spree se estrenó el 24 de enero de 2020 en el Festival de Cine de Sundance de 2020 como parte de la categoría NEXT, y se estrenó en cines y a través de vídeo bajo demanda en los Estados Unidos el 14 de agosto de 2020 por RLJE Films. La película recibió críticas mixtas, aunque los críticos elogiaron la actuación de Keery y la premisa de la película.

## Argumento
Un joven llamado Kurt Kunkle está obsesionado con ser una estrella de las redes sociales y volverse viral. Un niño al que solía cuidar, Bobby, ahora es una celebridad de Internet que con frecuencia hace transmisiones en directo y tiene un alto número de espectadores, lo que pone celoso a Kurt. Kurt encuentra trabajo como conductor para una aplicación de viajes compartidos llamada Spree, luego equipa su automóvil con cámaras y comienza una nueva transmisión en vivo titulada "La lección", donde instruye a los espectadores sobre cómo volverse famoso en las redes sociales.
Kurt comienza a recoger pasajeros y los mata con botellas de agua envenenadas que entrega en su auto para llamar la atención. A pesar de esto, no gana espectadores además de Bobby, quien cree que los asesinatos son falsos. Uno de los pasajeros que acepta Kurt es Jessie Adams, una comediante con muchos seguidores en las redes sociales. Kurt está asombrado por Jessie, pero ella no está impresionada por Kurt y su obsesión por ganar seguidores y deja el viaje. Más tarde, Kurt se entera de que Jessie actuará en un programa de comedia que se transmitirá en vivo a millones. Kurt va a la casa de Bobby y exige que Bobby comparta la transmisión de Kurt, pero Bobby se niega y comienza a transmitir en vivo su discusión, atrayendo a una gran audiencia. Kurt mata a Bobby y toma su arma antes de transmitir en vivo para los fanáticos de Bobby, quienes asumen que el asesinato es falso.
El padre de Kurt, Kris, le pide que lo lleve a un club donde está actuando, alegando que un famoso DJ llamado uNo estará allí y prometiendo que el DJ etiquetará a Kurt en una foto. Cuando Kurt recoge a Kris y lo lleva al club, se acerca a uNo; inicialmente se niega a etiquetarlo, pero luego le pide que la lleve a un camión de tacos con la promesa de etiquetarlo. Mientras espera que Kurt le traiga algo de comida del camión, uNo descubre el arma de Bobby y posa con ella en una transmisión en vivo antes de beber un poco del agua envenenada y perder el conocimiento. Después de darse cuenta de esto, Kurt intenta alejarse, pero dos policías lo detienen y sospechan de él. Se revela que los asesinatos de Kurt ya se han dado a conocer al público, y Kurt es llamado "El asesino de los viajes compartidos" después de que la policía no pudo identificarlo.
uNo, habiendo sobrevivido bebiendo el agua envenenada, se despierta y entra en pánico, matando a tiros a uno de los oficiales antes de huir, perseguido por el segundo oficial. Kurt intenta huir, pero él también es perseguido por más policías, lo que lo obliga a escapar mientras choca su auto contra un campamento para personas sin hogar. Con los asesinatos de Kurt cada vez más conocidos, Spree se cierra temporalmente para permitir que se lleve a cabo una investigación. Jessie comienza su espectáculo, interpretando un poco sobre su encuentro con Kurt y lo disgustada que está por la desesperación de la gente por la fama en las redes sociales antes de concluir su presentación destruyendo su teléfono en el escenario, seguido de una caída del micrófono. Sus acciones hacen que su discurso se vuelva viral. Después de emborracharse, Kurt la recoge a través de otra aplicación de viaje compartido llamada GoGo, y Kurt mató al conductor anterior. Kurt se regodea de que cuando Jessie destruyó su teléfono en el escenario, no tiene forma de pedir ayuda; ella intenta escapar después de enterarse de que él la llevará a su casa.
Incapaz de salir del auto, Jessie golpea a Kurt con un cable del cargador, causando que se estrellen, pero Kurt se recupera y golpea a Jessie hasta dejarla inconsciente. Llega a su casa y coloca el cuerpo inconsciente de Jessie afuera antes de que sus espectadores ahora ansiosos le pidan que mate a Jessie. Distraído por una cámara defectuosa, Kurt no se da cuenta de que Jessie recupera la conciencia. Se las arregla para tomar el control del auto y choca contra la casa de Kurt mientras intenta atropellarlo. Kurt huye a la casa mientras Jessie se enfrenta a Kris intoxicado. La pareja descubre a la madre muerta de Kurt, quien había sido asesinada por Kurt al comienzo de su transmisión en vivo. Kurt mata a tiros a su padre e intenta matar a Jessie, pero ella lo clava contra la pared con el auto y lo golpea hasta matarlo con su propio teléfono.
Jessie se convierte en una estrella nacional después de atribuirse el mérito de interrumpir el alboroto de Kurt, mientras que Kurt y sus asesinatos son venerados en pequeños rincones de Internet.

## Reparto
- Joe Keery como Kurt Kunkle
- Sasheer Zamata como Jessie Adams
- David Arquette como Kris Kunkle
- Kyle Mooney como Miles Manderville
- Mischa Barton como Londres Sachs
- Sunny Kim como DJ uNo
- Frankie Grande como Richard Venti
- Josh Ovalle como Bobby BaseCamp
- Lala Kent como Kendra Sheraton
- John DeLuca como Mario Papazian
- Jessalyn Gilsig como Andrea Archer
- Mohammad Tiregar como Khaby[4]

## Producción
El rodaje tuvo lugar en febrero de 2019 en los alrededores de Los Ángeles, California. Keery trabajó en estrecha colaboración con Kotlyarenko para comprender a su personaje, y la pareja filmó publicaciones en las redes sociales del personaje, como videos de desempaquetado, viajes de compras y reseñas de vape. Como investigación, el elenco también pasó horas viendo contenido de personas influyentes en YouTube, Instagram y TikTok.

## Lanzamiento
Spree se estrenó en el Festival de Cine de Sundance el 24 de enero de 2020. Poco después, la distribuidora RLJE Films pagó 2 millones de dólares para adquirir los derechos de la película. Se estrenó en los Estados Unidos en cines y a través de VOD el 14 de agosto de 2020. Se lanzó en DVD y Blu-ray el 20 de octubre de 2020. A finales de 2020, Spree se puso en Hulu. En mayo de 2022, la película estuvo disponible en varias plataformas como Apple TV.

## Recepción

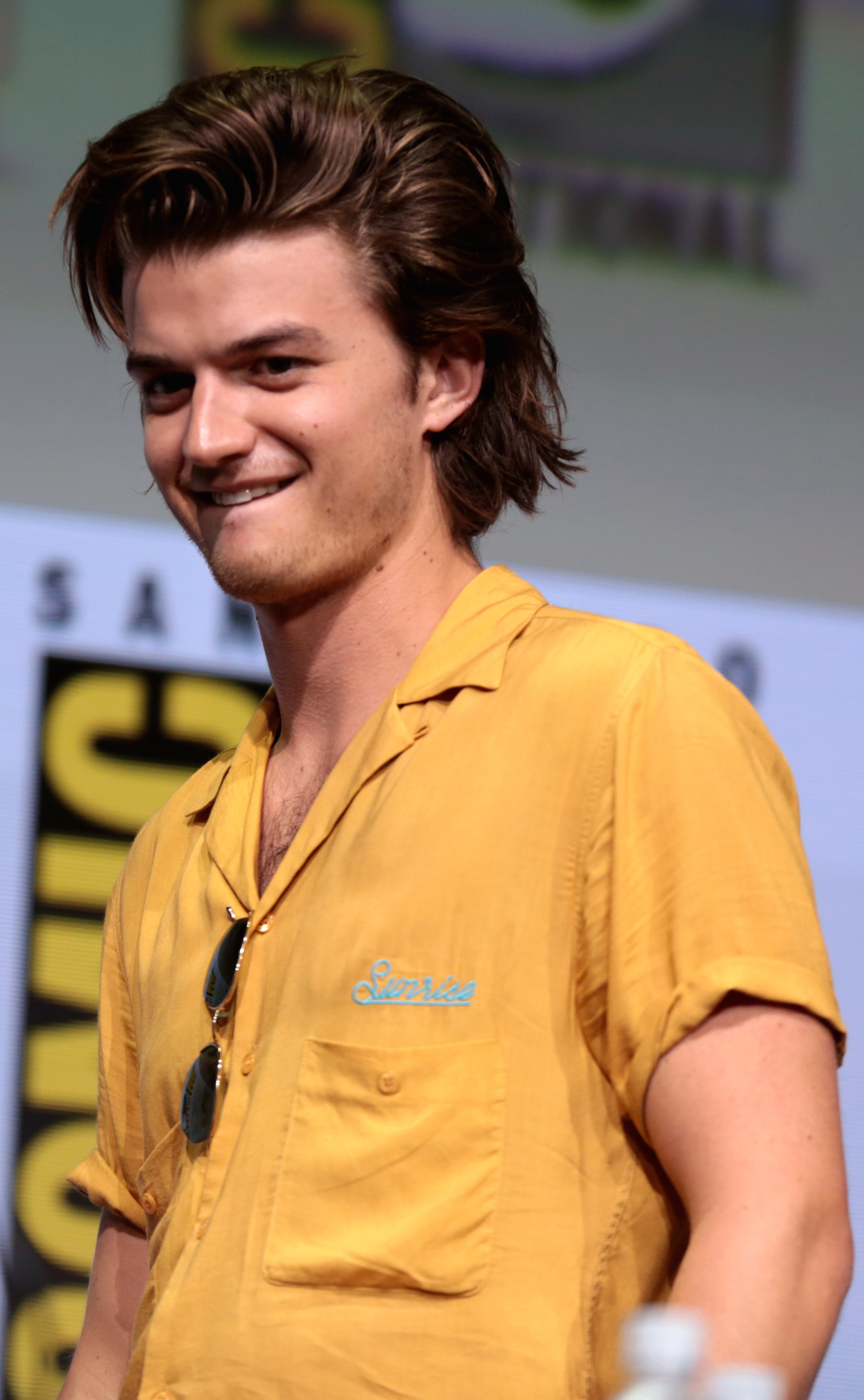
Joe Keery recibió elogios por su actuación

En el agregador de reseñas Rotten Tomatoes, la película tiene un índice de aprobación del 67%, basado en 79 reseñas, con una calificación promedio de 6/10. El consenso de los críticos del sitio web dice: "La presencia magnética en la pantalla de Joe Keery no puede disfrazar la crítica superficial de Spree a la cultura de las redes sociales, aunque esa falta de profundidad puede ser precisamente el punto". Metacritic asignó a la película un puntaje promedio ponderado de 41 sobre 100, basado en 14 críticos, lo que indica "críticas mixtas o promedio".
John DeFore de The Hollywood Reporter elogió la actuación de Keery y dijo: " El encantador Joe Keery de Stranger Things es el centro de atención aquí, equilibrando los aspectos contradictorios del personaje (tonto, complaciente con la gente, psicópata) con facilidad" y "[en] la medida en que funciona, gran parte del mérito es de Keery, por encontrar la verdadera necesidad humana dentro de este cifrado veinteañero". Dan Jackson de Thrillist también elogió la actuación de Keery, escribiendo: "Una de las mejores partes de la actuación de Keery es la forma en que interpreta la extraña combinación de seriedad ingenua y cinismo calculado que lleva a una persona como Kurt a actuar de una manera tan desesperada, rogando por seguidores y convirtiendo cada interacción incómoda en una oportunidad para vender su marca inductora de vergüenza".
Jessica Kiang de Variety le dio a la película una crítica negativa y dijo: "Si necesita más recordatorios de los males potenciales más extremos de la interacción en Internet de los que recibe cada vez que inicia una aplicación, por supuesto, rompa la Me gusta en Spree. Para el resto de nosotros, el mejor consejo podría ser silenciar, bloquear, rechazar, dejar de seguir o simplemente cerrar la sesión e ir a ver un árbol".